# Baráttelke
Baráttelke (1899-ig Mnisány, szlovákul: Magnezitovce, korábban Mnišany) község Szlovákiában, a Besztercebányai kerületben, a Nagyrőcei járásban. A jelenlegi település Baráttelke és Korpás községek egyesítésével jött létre.

## Fekvése
Nagyrőcétől 7 km-re délkeletre, Jolsvától 6 km-re északra fekszik.

## Története
A település legrégibb említése 1427-ből származik „Monorethe” néven, amikor egy kolostor mellett keletkezett. Ekkor már 20 adózó portája volt. Lakói rezet és ezüstöt bányásztak. A 16. században a murányi váruradalomhoz tartozó településen a vlach jog alapján pásztorok telepedtek le, akik kezdetben kiváltságokat élveztek. 1773-ban 33 család lakott itt, közülük 4 zsellér és 9 pásztor volt. 1828-ban 43 házában 402 lakos élt. Lakói mezőgazdasággal, állattartással foglalkoztak, illetve a közeli ipari üzemekben és bányákban dolgoztak.
Vályi András szerint: „MNISCÁNY. Tót falu Gömör várm. földes Ura G. Koháry Uraság, lakosai többfélék, fekszik Jolsvához nem meszsze, és annak filiája, határja hegyes, fájok, legelőjök van.”
Fényes Elek szerint: „Mnizsán, tót falu, Gömör és Kis-Honth vmegyében, Jolsvához egy órányira: 35 kath., 367 evang. lak. Határa hegyes, kősziklás, s rajta ezüst, réz is találtatik: Szenet éget. F. u. h. Coburg. Ut. p. Jolsva.”
Gömör-Kishont vármegye monográfiája szerint: „Mnisány, a pelsőcz-murányi vasútvonal mentén fekvő tót kisközség, 60 házzal és 375 ág. ev. h. vallású lakossal. A murányi várbirtokok közé tartozott és azokkal együtt a Coburg herczegi család tulajdonába került. A községben a XVIII. század elején apáczakolostor volt. Hegyei ezüst- és rézérczet 72tartalmaznak. Az evangelikus templom 1814-ben épült. A község postája, távírója és vasúti állomása Hisnyóvíz.”
A trianoni diktátumig Gömör-Kishont vármegye Nagyrőcei járásához tartozott.
A háború után is megtartotta a település mezőgazdasági és bányászati jellegét. Lakói részt vettek a szlovák nemzeti felkelésben.

## Népessége
| Év:            | 1994. | 2004.   | 2014.   | 2024.   |
| -------------- | ----- | ------- | ------- | ------- |
| Emberek száma: | 433   | 429     | 470     | 438     |
| Eltérés:       |       | -0,92 % | +9,55 % | -6,80 % |

| Év:            | 2023. | 2024.   |
| -------------- | ----- | ------- |
| Emberek száma: | 439   | 438     |
| Eltérés:       |       | -0,22 % |

1910-ben 408, túlnyomórészt szlovák lakosa volt.
2001-ben 435 lakosából 426 szlovák volt.
2011-ben 464 lakosából 459 szlovák.

## Nevezetességei
- Itt található Közép-Európa legnagyobb magnezitbányája.
- Klasszicista haranglába a 19. század elején készült.

## Lásd még
- Korpás